# Палбена (Арецо)
Палбена је насеље у Италији у округу Арецо, региону Тоскана.
Према процени из 2011. у насељу је живело 14 становника. Насеље се налази на надморској висини од 507 м.